# 神田翠月
神田 翠月（かんだ すいげつ、1943年8月24日 - 2020年12月2日）は、講談師。本名：遠藤 朝子。

## 経歴
静岡県浜松市有玉南町生まれ。浜松市立積志中学校、静岡県立浜名高等学校卒業。
歌手を目指し上京後、1968年2月、田辺一鶴に弟子入り「小鶴」。女流講談師の草分けの一人。1971年3月二ツ目昇進。1976年5月真打昇進「はまな翠月」。
1979年神田山陽（2代目）門下に移る。
1980年9月「神田翠月」と改名。
講談協会副会長・常任理事兼監査役などを歴任。師の山陽が日本講談協会に移っても講談協会にとどまった。
2020年12月2日、がんのため千葉県船橋市の病院で死去。葬儀は近親者のみで執り行われた。

## CD
- 講談 はまな翠月・天の夕づる真打披露公演
- 女流講談名演集　神田翠月「お富与三郎」(日本コロムビア、2009年6月）COCF-16261